# Masad
Masad (hebrejsky מַסָּד, anglicky Masad, v oficiálním seznamu sídel Massad) je vesnice typu společná osada (jišuv kehilati) v Izraeli, v Severním distriktu, v Oblastní radě Dolní Galilea.

## Geografie
Leží v nadmořské výšce 259 metrů na pahorcích Dolní Galileji, nedaleko východního okraje údolí Bejt Netofa. Severozápadně od vesnice probíhá Národní rozvaděč vody, jenž tu naplňuje umělou vodní nádrž Ma'agar Calmon.
Vesnice se nachází cca 12 kilometrů severozápadně od centra města Tiberias, cca 105 kilometrů severovýchodně od centra Tel Avivu a cca 40 kilometrů východně od centra Haify. Masad obývají Židé, přičemž osídlení v tomto regionu je etnicky smíšené. Západně a severně odtud sídlí převážně izraelští Arabové (město Ajlabun necelé 2 kilometry západně od vesnice Masad nebo město Maghar cca 4 kilometry severním směrem). Na jižní a východní straně začíná region s židovskou převahou okolo města Tiberias.
Masad je na dopravní síť napojen pomocí dálnice číslo 65.

## Dějiny
Masad byl založen v roce 1983. Původně se nově zřízená osada nazývala הר קוץ - Har Koc.
Počátkem 21. století bylo schváleno rozšíření obce o 80 domů. V Masad funguje zařízení předškolní péče o děti. Základní škola je v Giv'at Avni. V obci je dále k dispozici společenské centrum, zdravotní ordinace, synagoga, mikve, knihovna a plavecký bazén.

## Demografie
Obyvatelstvo osady Masad je sekulární. Podle údajů z roku 2014 tvořili naprostou většinu obyvatel v Masad Židé (včetně statistické kategorie "ostatní", která zahrnuje nearabské obyvatele židovského původu ale bez formální příslušnosti k židovskému náboženství).
Jde o menší sídlo vesnického typu s dlouhodobě stagnující populací. K 31. prosinci 2014 zde žilo 339 lidí. Během roku 2014 populace stoupla o 1,8 %.
| Rok            | 1995 | 2001 | 2003 | 2004 | 2005 | 2006 | 2007 | 2008 | 2009 | 2010 | 2011 | 2012 | 2013 | 2014 |
| -------------- | ---- | ---- | ---- | ---- | ---- | ---- | ---- | ---- | ---- | ---- | ---- | ---- | ---- | ---- |
| Počet obyvatel | 281  | 334  | 353  | 342  | 336  | 339  | 352  | 349  | 338  | 351  | 333  | 341  | 333  | 339  |